# Beringlandbrug

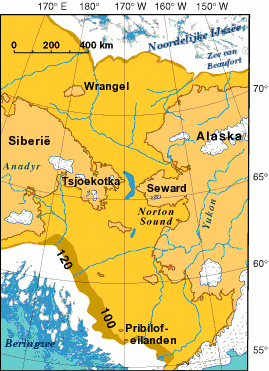
Beringlandbrug aan het eind van het Weichselien

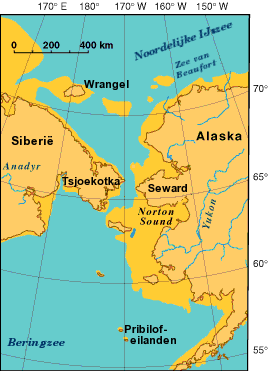
Beringlandbrug tijdens ontgletsjeringsperiode

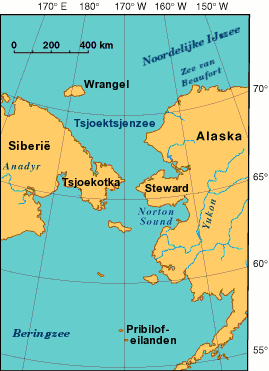
Beringlandbruggebied vandaag

De Beringlandbrug of Beringië was een landbrug, ongeveer 1600 km breed van noord naar zuid op haar grootste punt, die ten tijde van het Pleistoceen het hedendaagse Alaska en oostelijk Siberië op verschillende tijden gedurende ijstijden verbond. Geografisch gezien ligt ze tussen de rivieren Kolymain Jakoetië (Russische Verre Oosten) en de Mackenzie in de Northwest Territories (Canada). Ze is genoemd naar de Deense ontdekkingsreiziger Vitus Bering, die in dienst van de Russische tsaar de kustlijnen van de Noordelijke Grote Oceaan onderzocht in de 18e eeuw.
De Beringstraat verbindt de Tsjoektsjenzee in het noorden en de Beringzee in het zuiden, beide ondiepe wateren. Tijdens wereldwijde afkoelingscycli, zoals de recentste ijstijd, werd genoeg water in de ijskappen van de Noord- en Zuidpool opgenomen om het eustatisch zeeniveau sterk te doen dalen, wat ondiepe zeebodems blootlegde. Tijdens het Plioceen werd deze landbrug verbroken.
Andere landbruggen op de wereld zijn op soortgelijke wijze geschapen en weer overstroomd: 14.000 jaar geleden was het hedendaagse Australische vasteland met Nieuw-Guinea en Tasmanië verbonden. De Britse Eilanden waren een deel van het Europese vasteland. Sundaland, in het gebied dat nu de Zuid-Chinese Zee is, verbond een aantal Filipijnse eilanden en Sumatra, Java en Borneo met het Aziatisch vasteland. Ook de Perzische Golf was drooggevallen.
Al eerder waren Azië en Noord-Amerika verbonden en konden landdieren via Beringië migreren. Aziatische zoogdieren zoals leeuwen en jachtluipaarden evolueerden tot endemische Noord-Amerikaanse soorten die nu in meerderheid uitgestorven zijn. Omgekeerd trokken kameelachtigen en paarden 5 miljoen jaar geleden naar Azië. In hun bakermat Noord-Amerika stierven ze uit. 
Door de stijging en daling van het wereldwijde zeeniveau werd de landbrug op verscheidene tijdstippen in het Pleistoceen weer blootgelegd. Men denkt dat de Beringlandbrug bestaan heeft in diverse koude perioden van de laatste ijstijd, het Weichselien. Dit was 35.000 jaar geleden het geval en ook tijdens de recentste grote afkoeling, 22.000-7000 jaar terug. Rond 6000 jaar geleden was de aarde opgewarmd en namen de kustlijnen grofweg hun huidige vormen aan. De Beringlandbrug werd dan ook gezien als een mogelijke migratieroute van de eerste mensen naar Amerika omtrent 12.000 jaar geleden. Deze theorie verliest echter steeds meer aanhang. Er zijn aanwijzingen dat zeevarende kustgemeenschappen veel eerder overgestoken zijn, terwijl juist tijdens het Laatste Glaciale Maximum grote ijsvelden in Noord-Amerika de doorgang bemoeilijkten. Kustgebieden die beslissende informatie zouden kunnen verschaffen, liggen nu echter onder een laag van honderden meters water in de zee. 
De ecologie van Beringië heeft zich constant aangepast aan het veranderende klimaat, dat zodoende bepaald heeft welke planten en dieren konden overleven. De landmassa was zowel een versperring als een brug: gedurende koudere perioden zijn gletsjers aangegroeid en neerslagniveaus gedaald. Gedurende warmere perioden zijn wolken, regen en sneeuw, grondsoorten en afwateringspatronen veranderd. Fossiele overblijfselen wijzen uit dat het voorkomen van sparren, berken en populieren vroeger verder strekte dan vandaag, wat erop duidt dat er perioden waren waarin het klimaat warmer en natter was. Mastodonten die voor hun voedsel van struiken afhankelijk waren, waren zeldzaam in het open droge toendralandschap dat kenmerkend was voor Beringië gedurende de koudere perioden. Mammoeten floreerden echter in de toendra.